# Шаликов, Николай Осипович
Князь Николай Осипович (Иосифович) Шаликов (1816—1854) — майор (1853) русской императорской армии, герой покорения Кавказа и Крымской войны (убит в Кюрюк-Даринском сражении).

## Биография
Родился в 1816 (по другим сведениям, 1815) году в Тифлисе. Родители: князь Иосиф Иванович (1775 —?) и его жена Мариам Рамазовна (урождённая княжна Эндроникова (Андроникашвили); ? — 1826). В военную службу вступил 13 июля 1835 года унтер-офицером в Эриванский карабинерный полк.
В 1838 году Шаликов состоял в отряде генерал-майора А. М. Симборского и находился в экспедиции для занятия пунктов на побережье Чёрного моря. Отличился в сражении 13 апреля с горцами на реке Соча-Пста, за что 21 апреля 1839 года был произведён в прапорщики. Вслед за тем он проявил себя в деле в ночь с 30 на 31 мая 1838 года при спасении экипажей военных и купеческих судов, потерпевших кораблекрушение близ Сочи и был награждён Знаком отличия военного ордена Святого Георгия (№ 73632).
10 марта 1840 года произведён в подпоручики.
За отличие в кампании 1845 года против горцев в урочище Рогно-Ор и Кекских высотах Шаликов 9 января 1846 года был удостоен золотой полусабли с надписью «За храбрость»: «28-го и 29-го мая при штурме завалов на высотах, воодушевляя солдат примером личной храбрости, бросился в штыки и выбил горцев из завалов. 31-го мая был послан с 5-ю Егерскою ротою в прикрытие артиллерии, и выдержав хладнокровно первый натиск неприятеля, опрокинул его и преследовал, не давая опомниться».
В 1846 году Шаликов за отличие при возведении Ачхоевского укрепления произведён в штабс-капитаны: «Командуя егерскою ротою, 19-го июня при занятии позиции первый переправился через Фортангу и под выстрелами неприятеля, заняв лес с правой стороны, устроил засеку, в которой находился до следующего утра».
30 ноября 1847 года состоялась дуэль Шаликова с подпоручиком Викулиным, который от полученных ран умер в ночь на 1 декабря. Шаликов был арестован и отдан под суд за нанесение на дуэли противнику смертельных ран, по Высочайше утверждённой конфирмации от 27 мая 1848 года он был заключён в крепость на шесть месяцев.
В 1850 году Шаликов находился в Лезгинском отряде и за отличие в бою 21 июля в Джаро-Белоканском округе с него был снят штраф. Также за отличие в боях он был награждён 25 октября 1850 года орденом Святого Владимира 4-й степени с бантом. Главноначальствующий на Кавказе князь М. С. Воронцов писал военному министру «Штабс-капитан князь Шаликов известен мне лично не только храбростью и распорядительностью, но ещё как офицер отличный во всех отношениях и один из лучших в полку». Вскоре он был произведён в капитаны. В декабре 1851 года за отличие при штурме завалов в Гехинском лесу Шаликов получил Монаршее благоволение.
В начале 1853 года Шаликов за боевое отличие был произведён в майоры «7-го декабря 1852 года был отправлен с командуемою им ротой (2-й карабинерной) для разорения аула Цокли, занятого неприятелем, что исполнил с совершенным успехом. 16-го декабря, двинувшись для выбития неприятеля, занявшего в значительных силах крепкую местность против аула Гандыл-Баса, был ранен, но несмотря на то, оставался в строю до окончания дела и отступил на позицию в отличном порядке». Шабанов сообщает что «князь Шаликов, вынув пулю из раны при помощи своего денщика Шкевича, зарядил ею ружьё и, выстрелив обратно в неприятеля, продолжил отступление как ни в чём не бывало».
В первой половине 1853 года Шаликов находился в походах в Чечне, а с самого начала Крымской войны принял участие в боевых действиях против турок. За отличие в сражении при Баяндуре он был награждён орденом Святой Анны 2-й степени «находясь в течение пяти часов под сильным артиллерийским огнём, примером личной храбрости и благоразумным распоряжением сохранил отличный порядок в командуемой им части и, отбивая атаки превосходного в силах неприятеля, много содействовал успеху этого сражения».
За сражение 19 ноября 1853 года при Башкадыкларе Шаликов 6 февраля 1854 года был награждён орденом Святого Георгия 4-й степени (№ 9292 по кавалерскому списку Григоровича — Степанова)
Во время штурма неприятелъской позиции штаб-офицер сей служил примером доблестного самоотвержения, а после второй раны, полученной бароном Врангелем, принял команду над батальоном и довершил разбитие неприятеля, причём сам ранен был пулею в бедро на вылет.
24 июля 1854 года в сражении с турками при Кюрюк-Даре князь Шаликов во время рукопашной схватки был убит.

## Награды
- Знак отличия Военного ордена (1838)
- Золотая полусабля с надписью "За храбрость" (09.01.1846)
- Орден Святой Анны 3-й степени (21.05.1850)
- Орден Святого Владимира 4-й степени с бантом (25.10.1850)
- Орден Святого Георгия 4-й степени (06.02.1854)
- Орден Святой Анны 2-й степени (1854)

## Семья
- Был женат (с 1851 года) на княжне Екатерине Паатовне Андрониковой (Андроникашвили) (1827 —?)[1].
- Братья Иван и Семён были генерал-майорами и также с отличием участвовали в Кавказских походах.